# Atractus pauciscutatus
Atractus pauciscutatus este o specie de șerpi din genul Atractus, familia Colubridae, descrisă de Werner Theodor Schmidt și Walker 1943. Conform Catalogue of Life specia Atractus pauciscutatus nu are subspecii cunoscute.